# Christian Persson
Gert Christian Persson (Önnestad, 6 de mayo de 1957) es un jinete sueco que compitió en la modalidad de concurso completo.
Ganó dos medallas en el Campeonato Europeo de Concurso Completo de 1983, oro en la prueba por equipos y bronce en la individual. Participó en los Juegos Olímpicos de Los Ángeles 1984, ocupando el octavo lugar en la prueba por equipos.

## Palmarés internacional
| Campeonato Europeo | Campeonato Europeo | Campeonato Europeo | Campeonato Europeo |
| Año                | Lugar              | Medalla            | Categoría          |
| ------------------ | ------------------ | ------------------ | ------------------ |
| 1983               | Frauenfeld (Suiza) | Medalla de oro     | Por equipos        |
| 1983               | Frauenfeld (Suiza) | Medalla de bronce  | Individual         |